# Gąsówka-Oleksin
Gąsówka-Oleksin – wieś w Polsce położona w województwie podlaskim, w powiecie białostockim, w gminie Łapy.
W latach 1954–1968 wieś należała i była siedzibą władz gromady Gąsówka-Oleksin, po jej zniesieniu w gromadzie Łapy. W latach 1975–1998 miejscowość administracyjnie należała do województwa białostockiego.
Wierni kościoła rzymskokatolickiego należą do parafii Przemienienia Pańskiego w Poświętnem.